# Districte de Laufen

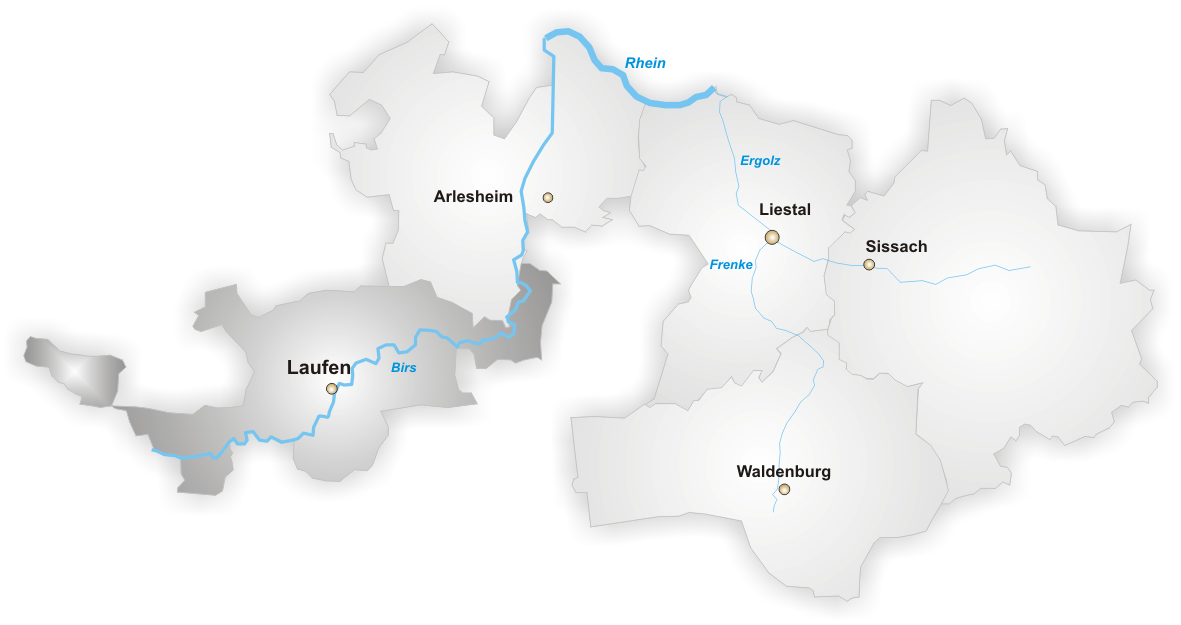
El districte de Laufen

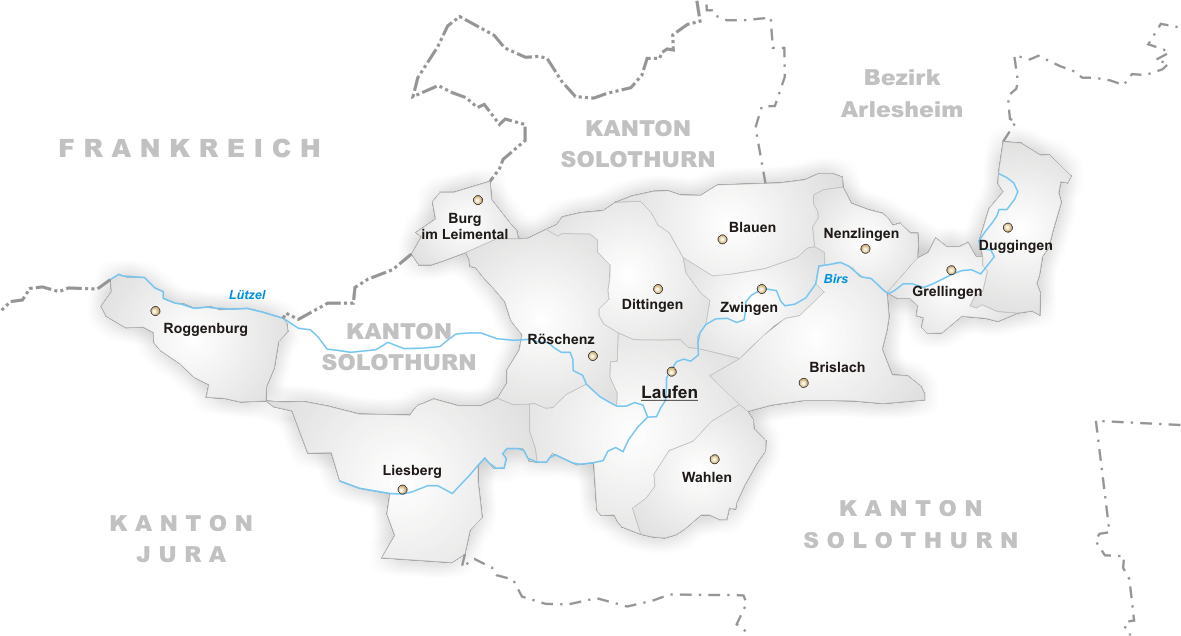
Municipis del districte de Laufen

El districte de Laufen (en francès Laufon) és un dels cinc districtes del cantó suís de Basilea-Camp. Té una població de 18855 habitants (cens de 2007) i una superfície de 89.55 km². Està compost per 13 municipis i el cap del districte és Laufen.
Aquest districte va formar part de 1815 a 1994 del Cantó de Berna. Amb la independència del Cantó de Jura el 1978 aquest districte es va voler mantenir lligat a Berna i va esdevenir un enclavament. Finalment, el 1994 es va acordar unir-lo al cantó de Basilea-Camp.

## Municipis
| Escut                       | Municipi          | Habitants (Dez. 2007) | Superfície en km² | No OFS |
| --------------------------- | ----------------- | --------------------- | ----------------- | ------ |
| Blason de Blauen            | Blauen            | 678                   | 7.13              | 2781   |
| Blason de Brislach          | Brislach          | 1570                  | 9.39              | 2782   |
| Blason de Burg im Leimental | Burg im Leimental | 224                   | 2.83              | 2783   |
| Blason de Dittingen         | Dittingen         | 709                   | 6.75              | 2784   |
| Blason de Duggingen         | Duggingen         | 1378                  | 5.86              | 2785   |
| Blason de Grellingen        | Grellingen        | 1711                  | 3.31              | 2786   |
| Blason de Laufon            | Laufen            | 5222                  | 11.37             | 2787   |
| Blason de Liesberg          | Liesberg          | 1197                  | 12.49             | 2788   |
| Blason de Nenzlingen        | Nenzlingen        | 406                   | 3.66              | 2789   |
| Blason de Roggenburg        | Roggenburg        | 285                   | 6.65              | 2790   |
| Blason de Röschenz          | Röschenz          | 1796                  | 10.07             | 2791   |
| Blason de Wahlen            | Wahlen            | 1359                  | 5.42              | 2792   |
| Blason de Zwingen           | Zwingen           | 2135                  | 4.62              | 2793   |
|                             | Total (13)        | 18'670                | 89.55             | 1302   |